# 1833 en littérature
| Années de la littérature : 1830 - 1831 - 1832 - 1833 - 1834 - 1835 - 1836    |
| Décennies de la littérature : 1800 - 1810 - 1820 - 1830 - 1840 - 1850 - 1860 |

Cet article présente les faits marquants de l'année 1833 en littérature.

## Évènements

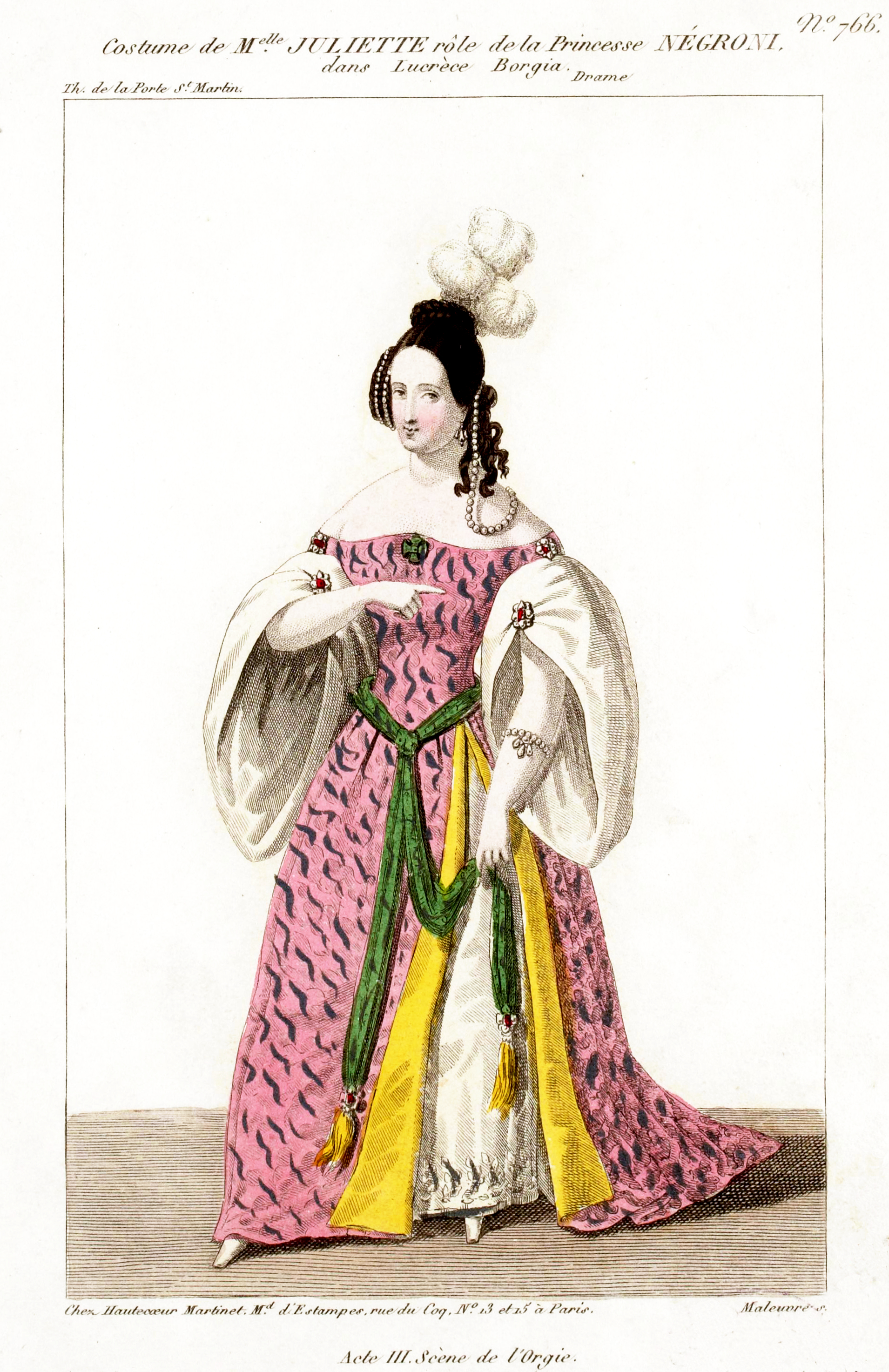
Louis Maleuvre, costume de Juliette en princesse Negroni dans Lucrèce Borgia, 1833

- Janvier : Honoré de Balzac commence sa correspondance avec sa future épouse Ewelina Hańska.
- 2 janvier : Victor Hugo est condamné aux dépens au terme de son procès contre le Théâtre-Français. Juliette Drouet et lui font connaissance au cours des répétitions de Lucrèce Borgia.
- 16 février : Victor Hugo avoue son amour à Juliette Drouet.
- 8 août : Victor Hugo commence Marie d'Angleterre, qui deviendra Marie Tudor.
- 21 août : rupture de Hugo avec Sainte-Beuve.
- 1er septembre : Victor Hugo termine Marie Tudor, mais avec un autre dénouement. Il publie dans L'Europe littéraire des fragments du Journal d'un Jeune Jacobite.
- 19 septembre : dans L'Europe littéraire, Victor Hugo publie des fragments du Journal d'un révolutionnaire de 1830.
- 5 octobre : Honoré de Balzac rencontre pour la première fois Ewelina Hańska près du lac de Neuchâtel. La Comtesse est accompagnée de son mari le Comte Hanski et de leurs enfants.
- 1er novembre : article de Granier de Cassagnac contre Alexandre Dumas, lequel demande à Victor Hugo des explications.
- 3 novembre : brouille de Hugo avec Dumas. Ils ne se verront plus durant plusieurs années.
- 6 novembre : à la Porte-Saint-Martin, première de Marie Tudor. Accueil houleux. Mlle Juliette est sifflée par le public.
- 9 novembre : le Courrier des Théâtres attaque violemment le jeu de Juliette Drouet.
- 1er décembre : dans L'Europe littéraire, Victor Hugo publie un texte sur Ymbert Galloix, venu de Genève à Paris en 1827. Il avait cherché des appuis auprès des gens de lettres connus (dont Victor Hugo), mais il était mort, tuberculeux, misérable et dégoûté, en octobre 1828.
- 5 décembre : travaillant toujours au livret de La Esmeralda, Victor Hugo envoie à Louise Bertin la Chanson de Quasimodo.
- 21 décembre : Barante fonde à Paris avec François Guizot la Société de l'histoire de France.

### Essais
- Jules Michelet commence la publication son Histoire de France (fin en 1844).
- Le traité de Carl von Clausewitz Sur la guerre est publié.
- Charles Lamb : Derniers Essais d’Elia.

### Nouvelles
- Petrus Borel : Champavert, contes immoraux, nouvelles.
- Théophile Gautier : Laquelle des deux.
- Prosper Mérimée : La Double Méprise.
- George Sand :
  - Cora.
  - Lavinia.

### Poésie
- Alfred de Musset : Rolla, poème romantique.
- Buenaventura Aribau (catalan) : Ode à la patrie qui marque la renaissance politique et littéraire de la Catalogne.
- Félix Arvers : Mes heures perdues, recueil contenant le Sonnet d'Arvers, l'un des sonnets les plus populaires du XIXe siècle.
- Alexeï Lvov compose Dieu protège le tsar, l'hymne national russe.
- Marceline Desbordes-Valmore : Les Pleurs.

### Romans
- 3 septembre : publication du Médecin de campagne de Balzac.
- Honoré de Balzac : Eugénie Grandet.
- Marceline Desbordes-Valmore : L'Atelier d'un peintre.
- Théophile Gautier : Jeunes-France, romans goguenards, recueil de contes.
- Kossuth (hongrois) : Les dépêches diétales.
- Alexandre Pouchkine : Le Cavalier de bronze.
- George Sand : Lélia, roman féministe (première version).
- Eugène Sue : La Vigie de Koat-Ven.
- Augmentée d'une préface nouvelle, réédition de Han d'Islande de Hugo chez Renduel.

### Théâtre
- Aloysius Bertrand : Peter Waldech ou la Chute d’un homme, drame.
- Victor Hugo : 
  - Lucrèce Borgia, drame.
  - Marie Tudor
- Alfred de Musset : Les Caprices de Marianne.
- Alfred de Vigny : Quitte pour la peur.

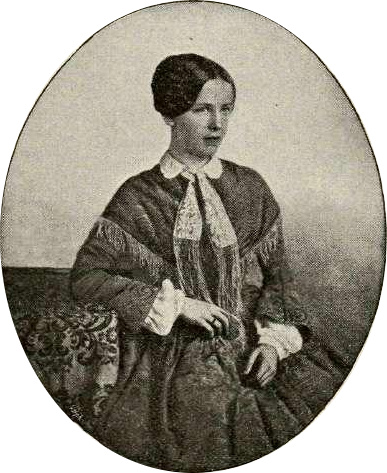
Josipina Turnograjska, une des premières poétesses à écrire en langue slovène, née en 1833.

## Principales naissances
- 9 juillet : Josipina Turnograjska, écrivaine slovène († 1er juin 1854).